# Stenopyga ipassa
Stenopyga ipassa es una especie de mantis de la familia Mantidae.

## Distribución geográfica
Se encuentra en Gabón y la República Centroafricana.